# Codonopsis nervosa
Codonopsis nervosa là loài thực vật có hoa trong họ Hoa chuông. Loài này được (Chipp) Nannf. mô tả khoa học đầu tiên năm 1930.